# Thoosa
Thoosa (altgriechisch Θόωσα Thóōsa; „die schnell Dahinfließende“) ist in der griechischen Mythologie eine Meeresnymphe und eine Tochter des Phorkys.
Der Meeresgott Poseidon verliebte sich in sie und nahm sie sich als Geliebte. Phorkys war darüber sehr verärgert und er verfluchte die „Brut“ der beiden. So gebar Thoosa dem Meeresgott mehrere Kyklopen, unter ihnen den berühmten Polyphem.